# 790 Pretoria
A 790 Pretoria (ideiglenes jelöléssel 1912 NW) egy kisbolygó a Naprendszerben. Harry Edwin Wood fedezte fel 1912. január 16-án.